# Iarnród Éireann
Az Iarnród Éireann (vagy Irish Rail) (IÉ – Ír Vasutak) Írország nemzeti vasúttársasága, amely 1987-től működik, a Córas Iompair Éireann leányvállalataként.

## Vonatok
- IC – InterCity vonat, belföldi és nemzetközi forgalomban (Észak-Írország felé) egyaránt. A vonatok csak a fontosabb állomásokon állnak meg, Dublin Connolly és Heuston állomásról indulnak Cork, Limerick, Tralee, Ennis, Galway, Waterford, Rosslare Europort, Sligo, Westport, Wexford és Ballina felé. Dublin és Belfast között az északír vasúttársasággal közösen üzemeltetett Enterprise közlekedik.
- Commuter – Ingavonat Dublin környékén
- DART – Dublin Area Rapid Transit, a dublini elővárosi vasút.

## Fő vasútvonalak
- Dublin–Cork-vasútvonal
- Dublin–Belfast-vasútvonal
- Dublin–Rosslare-vasútvonal
- Dublin–Sligo-vasútvonal
- Dublin–Waterford-vasútvonal
- Dublin–Westport/Galway-vasútvonal
- Limerick–Galway-vasútvonal
- Limerick–Waterford-vasútvonal
- Mallow–Tralee-vasútvonal

## Állomásnevek
Az állomások többsége arról a városról kapta a nevét, amelyet kiszolgál, de néhányat átneveztek az 1916-os húsvéti felkelés 50. évfordulóján, 1966-ban.
- Dublin Connolly (korábban Amiens Street)
- Dublin Heuston (korábban Kingsbridge)
- Dublin Pearse (korábban Westland Row)
- Dún Laoghaire Mallin
- Bray Daly
- Cork Kent (korábban Glanmire Road)
- Kilkenny MacDonagh
- Limerick Colbert
- Tralee Casement
- Dundalk Clarke
- Drogheda MacBride
- Sligo Mac Diarmada
- Galway Ceannt
- Waterford Plunkett
- Wexford O’Hanrahan

## Galéria

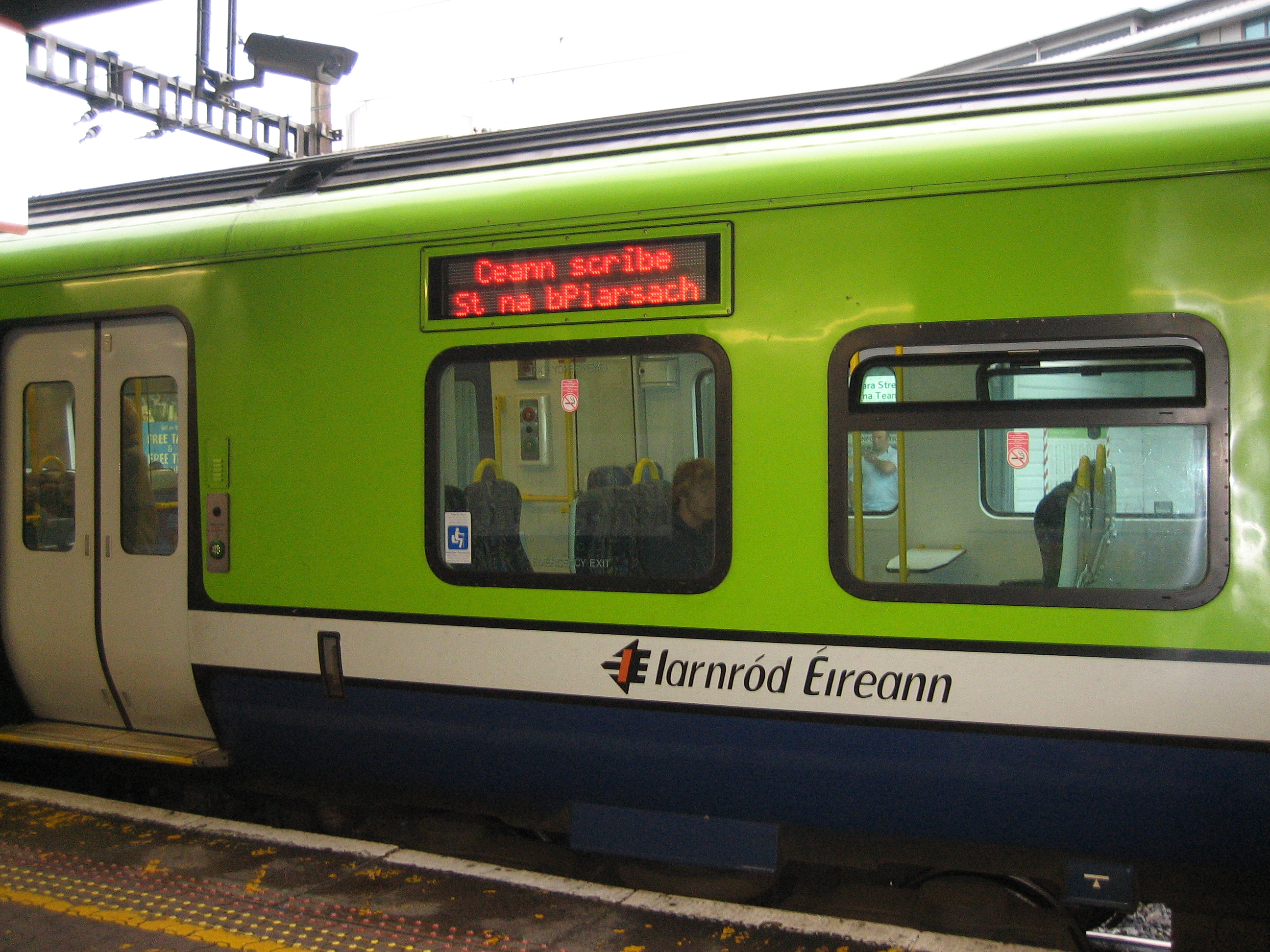
Egy 29000 Class Commuter vonat Dublinban, a Tara Street állomáson
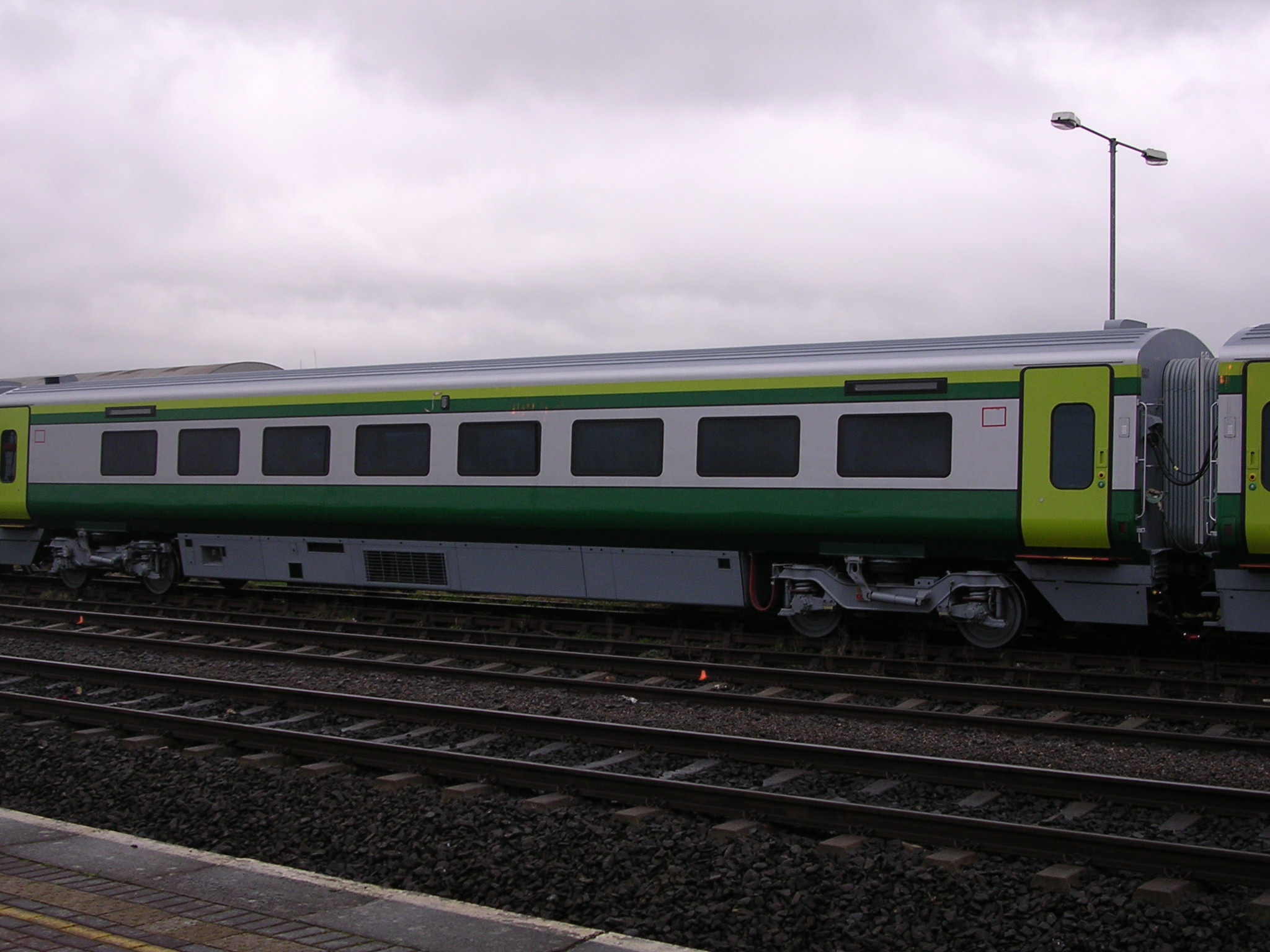
Egy Mark 4 kocsi a Dublin–Cork-vasútvonalon
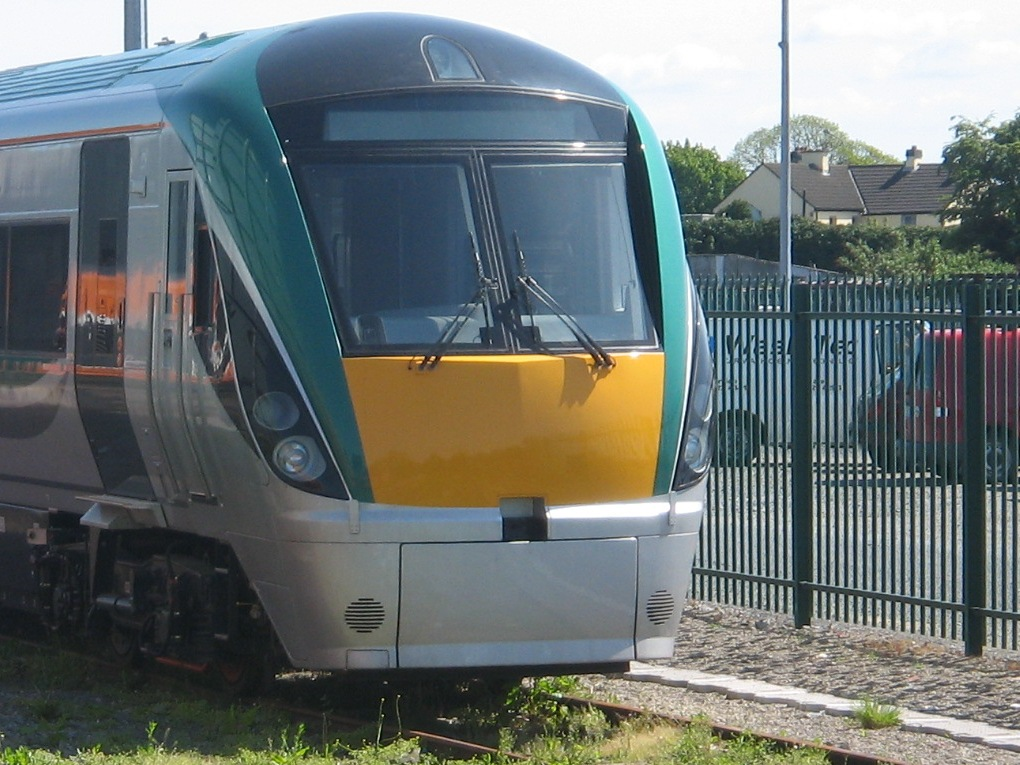
Egy IÉ 22000 Class DMU Limerick Colbert állomáson
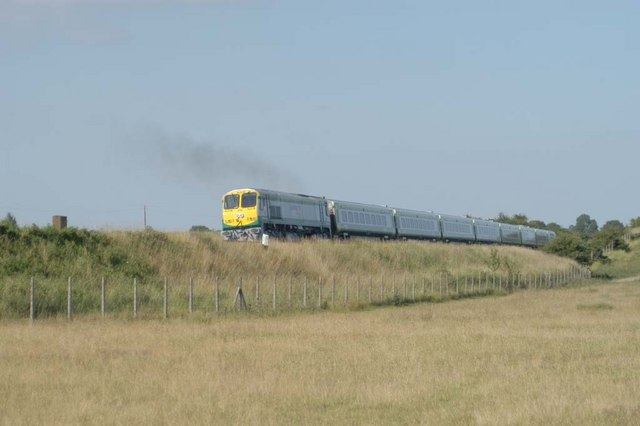
Vonat halad át Curragh-ban
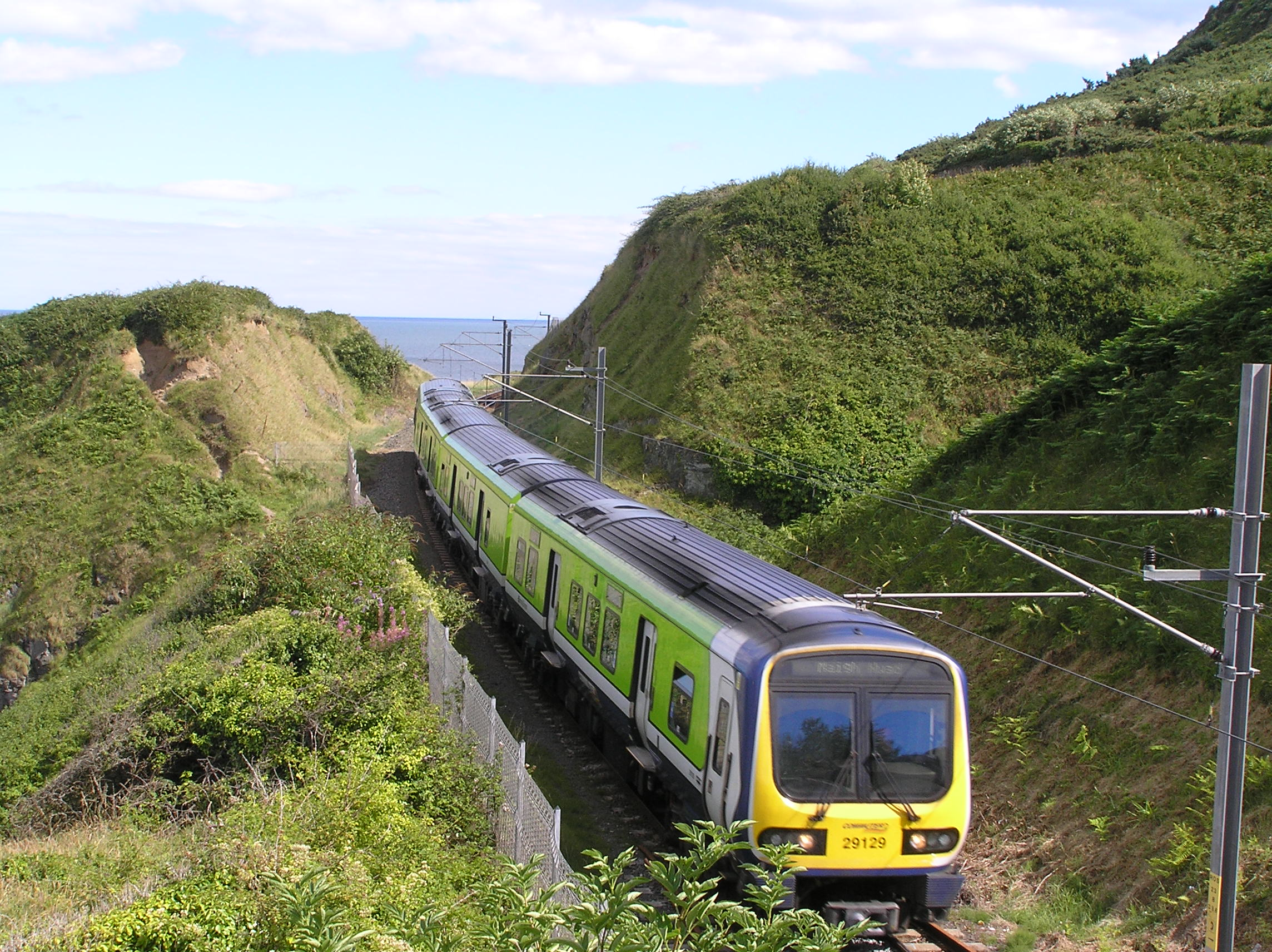
Egy 29000 Class délkeleti Commuter vonat közeledik Brayhez
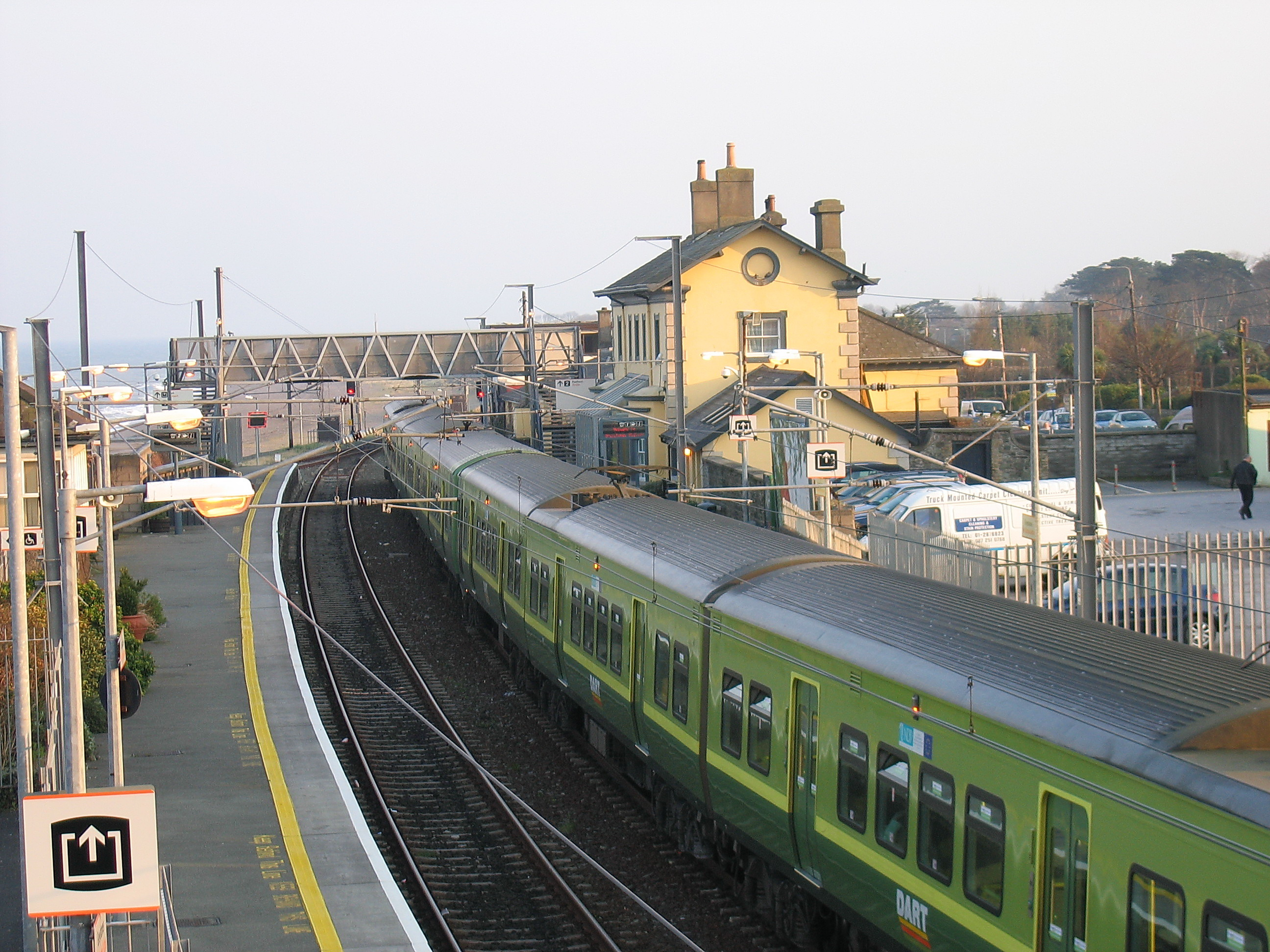
Egy DART 8500 Class Greystones állomáson
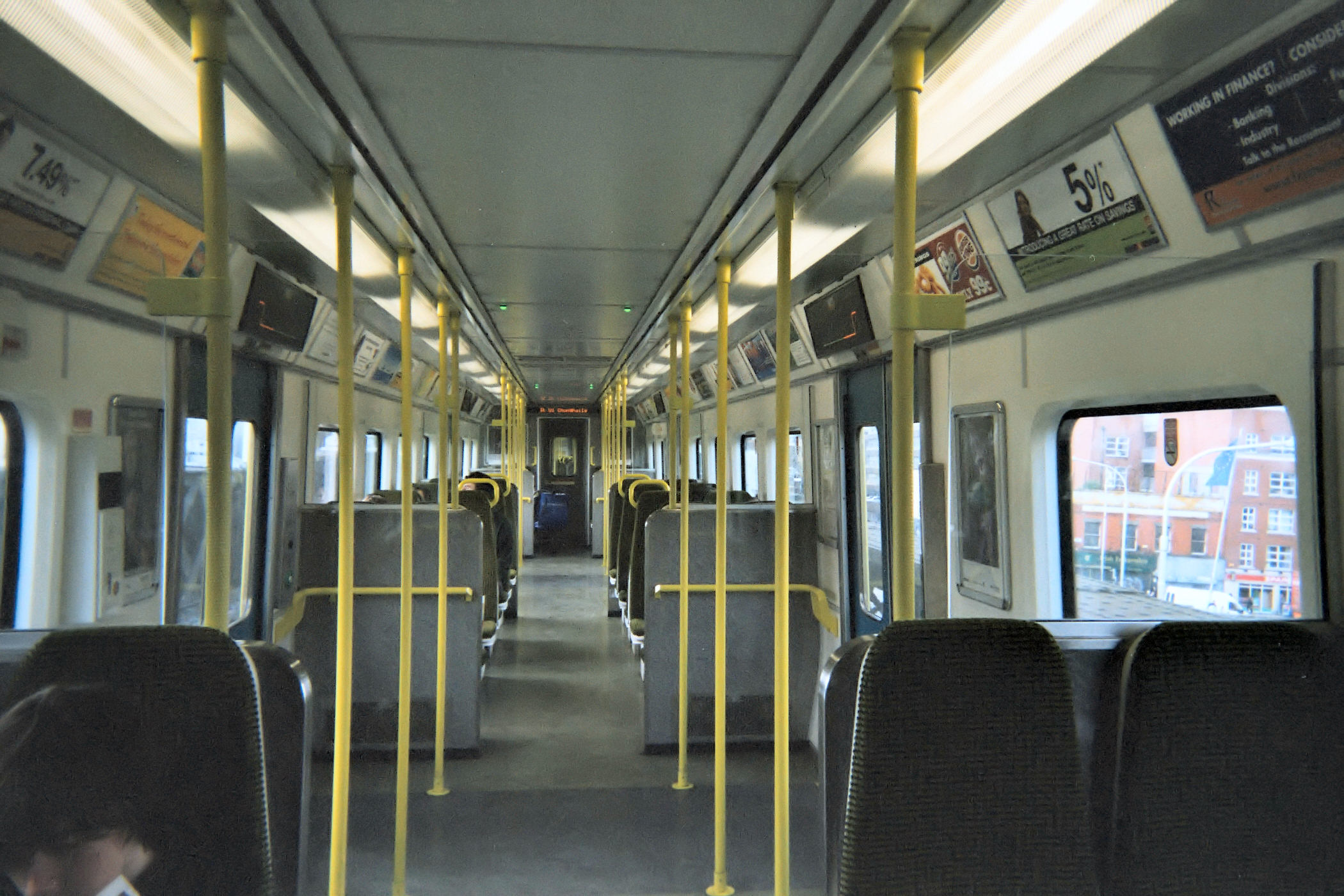
Egy DART 8520 Class belső tere
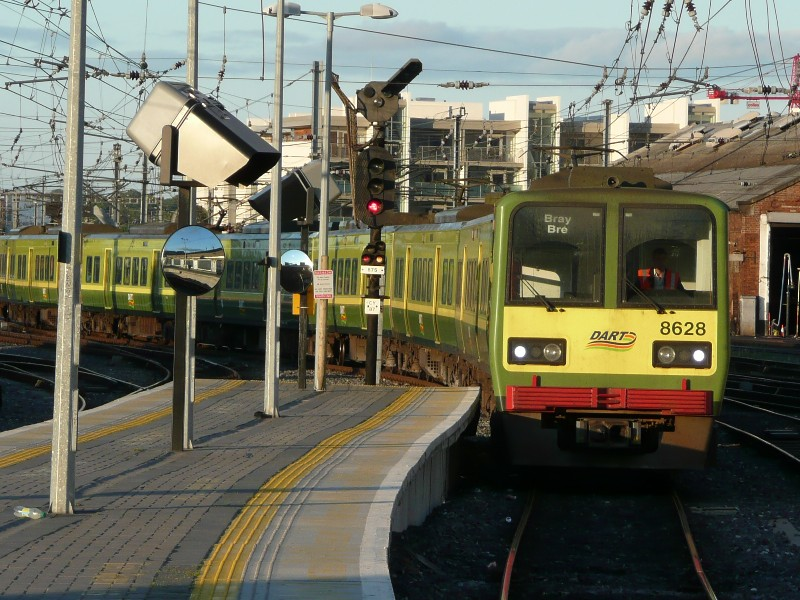
Egy DART 8520 Class érkezik Connolly állomásra
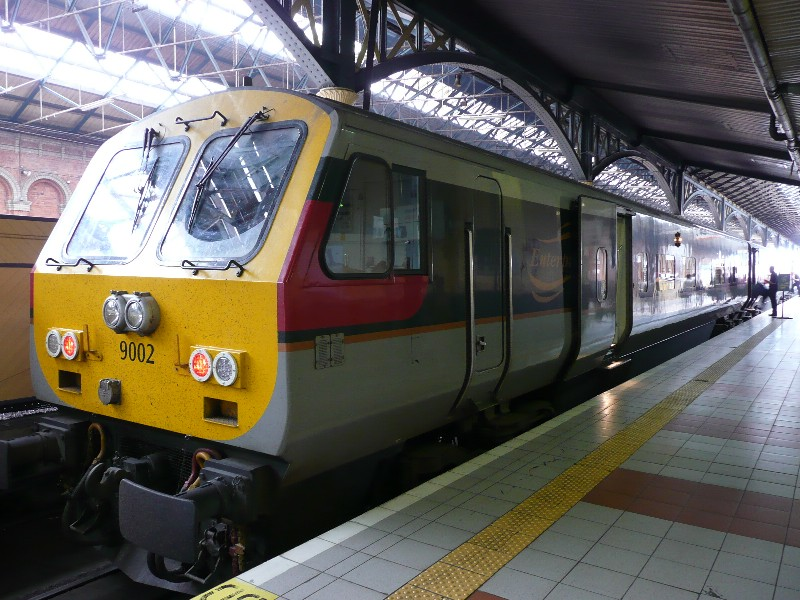
Dublin-Belfast között közlekedő Enterprise a dublini Connolly állomáson, amelyet közösen működtetnek az északír vasúttársasággal